# Andrea James
Andrea Jean James (ur. 16 stycznia 1967) – amerykańska konsultantka filmowa, działaczka na rzecz LGBT, aktorka, słynna transkobieta.
Jest partnerką biznesową Calpernii Addams.
Była konsultantką scenariusza do komediodramatu Transamerica (2005), konsultowała się także z aktorką Felicity Huffman, odtwórczynią głównej roli. W filmie pojawiła się w roli cameo.

## Filmografia reżyserska
- Transproofed (2009)
- Casting Pearls (2007)
- Coming Out, Volume 3 (2006)
- Coming Out, Volume 2 (2006)
- Coming Out, Volume 1 (2006)
- Conversation with Calpernia (2003)
- Becoming You (2003)
- Finding Your Female Voice (2002)

James jest także autorką scenariusza do każdego z powyższych filmów.